# Joe Davis
Joseph Davis, OBE (15. dubna 1901 Whitwell – 10. července 1978 Hampshire) byl anglický profesionální hráč kulečníku.
První turnaj vyhrál ve třinácti letech, profesionálně hrál od osmnácti. Je nejúspěšnějším účastníkem v historii mistrovství světa ve snookeru. Vyhrál je patnáctkrát v řadě (od premiérového ročníku 1927 až do roku 1940 a po válečné přestávce v roce 1946) a je jediným, kdo nebyl na MS nikdy poražen. Je rovněž vítězem Daily Mail Gold Cupu 1937 a 1938 a News of the World Snooker Tournament z let 1950, 1953 a 1956. V roce 1930 byl prvním v historii, kdo zahrál v oficiální soutěži century break (sto bodů v řadě). Celkem v kariéře zaznamenal 687 century breaks. V roce 1955 zahrál nejvyšší dosažitelný náběh 147 bodů.
Také čtyřikrát vyhrál mistrovství světa v anglickém biliardu: 1928, 1929, 1930 a 1932.
V roce 1963 převzal Řád britského impéria. Hráčskou kariéru ukončil v roce 1964.
Špičkovým hráčem snookeru byl také jeho mladší bratr Fred Davis, který byl jeho soupeřem ve finále světového šampionátu v roce 1940.